# أبريل 2018
أبريل 2018 هو الشهر الرابع من عام 2018. بدأ الشهر يوم الأحد، وانتهى يوم الاثنين بعد 30 يومًا.

## بوابة:أحداث جارية
| \| 1 أبريل 2018 (الأحد) \| عدل \| تاريخ \| راقب \| تصفح \|                                                                              |     |       |      |      |
| - قصف في جنوب كشمير بالهند يوقع مدنيان، 3 جنود و13 عساكر. - سفارة روسيا في لندن تنشر قائمة تضم 14 سؤالا بخصوص قضية تسميم سيرغي سكريبال. |     |       |      |      |
| 1 أبريل 2018 (الأحد) | عدل | تاريخ | راقب | تصفح |

| 1 أبريل 2018 (الأحد) | عدل | تاريخ | راقب | تصفح |

| \| 2 أبريل 2018 (الإثنين) \| عدل \| تاريخ \| راقب \| تصفح \| |     |       |      |      |
| - وفاة الروائي والكاتب المصري أحمد خالد توفيق. - الهيئة الوطنية للانتخابات المصريَّة تُعلن فوز الرئيس عبد الفتَّاح السيسي بِانتخابات الرئاسة بعد أن حصد ما يقرب من 97.08% من إجمالي الأصوات الصحيحة، مُقابل 2.92% لِمُنافسه موسى مصطفى موسى. - محطة الفضاء الصينية تيانقونغ-1 تدخل الغلاف الجوي للأرض وتتحطم جنوب المحيط الهادئ. |     |       |      |      |
| 2 أبريل 2018 (الإثنين) | عدل | تاريخ | راقب | تصفح |

| 2 أبريل 2018 (الإثنين) | عدل | تاريخ | راقب | تصفح |

| \| 3 أبريل 2018 (الثلاثاء) \| عدل \| تاريخ \| راقب \| تصفح \| |     |       |      |      |
| - هيومن رايتس ووتش تُؤكد على أنه ما من داع يجعل الجنود الإسرائيلين يستخدمون السلاح والعنف من أجل مواجهة المتظاهرين الفلسطينيين بما في ذلك الأطفال. - التحالف العربي يُؤكد على التصدي لهجمة "حوثية" كانت تستهدف المملكة العربية السعودية. - تنظيم الدولة الإسلامية (داعش) يتبنى الهجوم الذي قضى فيه مسيحيون نحبهم في باكستان في الثاني من أبريل 2018. |     |       |      |      |
| 3 أبريل 2018 (الثلاثاء) | عدل | تاريخ | راقب | تصفح |

| 3 أبريل 2018 (الثلاثاء) | عدل | تاريخ | راقب | تصفح |

| \| 4 أبريل 2018 (الأربعاء) \| عدل \| تاريخ \| راقب \| تصفح \| |     |       |      |      |
| - مدينة الملك عبد العزيز للعلوم والتقنية بالرياض تعلن إنتاج طائرة بدون طيار أطلقت عليها اسم صقر 1. - احتجاجات غزة الحدودية تدخل أسبوعها الثاني في ظل تصاعد عند تشهده المنقطة، والسلطة الفلسطنية تُناشد المجتمع الدولي بالتدخل ووقف المجزرة بحق الشعب في قطاع غزة. - الشرطة التركية تعتقل 29 شخصا في قضايا وتهم متعلقة بالإرهاب. - زعماء كل من تركيا، الصين وروسيا يتلقون في أنقرة لدراسة الوضع في سوريا. - الصين تفرض ضريبة بنسبة 25% على 106 منتجا أمريكيا بما في ذلك فول الصويا وبوينغ وذلك كردة فعل على قرار الرئيس ترامب بفرض ضريبة 50 بليون دولار على معظم المنتجات الصينية. - شركة فيسبوك تعترف بتسرب بيانات حوالي 40 مليون مستخدم حصلت عليهم شركة كامبريدج أناليتيكا. |     |       |      |      |
| 4 أبريل 2018 (الأربعاء) | عدل | تاريخ | راقب | تصفح |

| 4 أبريل 2018 (الأربعاء) | عدل | تاريخ | راقب | تصفح |

| \| 5 أبريل 2018 (الخميس) \| عدل \| تاريخ \| راقب \| تصفح \| |     |       |      |      |
| - الرئيس الأوكراني بترو بوروشنكو يُعلن في مؤتمر صحفي في فينيتسا انتهاء عملية محاربة الإرهاب في دونباس بحلول شهر ماي من العام 2018، ويتوعد ببداية عملية عسكرية جديدة لتطهير المنطقة كليا. - تويتر يُعلن غلق أزيد من 1.2 مليون حساب منذ 2015 بسبب اختراق شروط الموقع بما في ذلك نشر روابط إلكترونية ممنوعة والترويج للإرهاب وإعادة التغريد بطريقة آلية. |     |       |      |      |
| 5 أبريل 2018 (الخميس) | عدل | تاريخ | راقب | تصفح |

| 5 أبريل 2018 (الخميس) | عدل | تاريخ | راقب | تصفح |

| \| 6 أبريل 2018 (الجمعة) \| عدل \| تاريخ \| راقب \| تصفح \| |     |       |      |      |
| - مقتل 70 شخصا على الأقل في هجوم بأسلحة كيميائية في دوما، سوريا. - استقالة 3 أشخاص من الأكاديمية السويدية بعد فضائح متعلقة بممارسات جنسية خارج إطار الزواج. - شركة فيسبوك تتعهد بتطوير خوارزميات بحثية تُمكن مستخدميها من تفادي قراءة الأخبار الكاذبة والبروباغندا. |     |       |      |      |
| 6 أبريل 2018 (الجمعة) | عدل | تاريخ | راقب | تصفح |

| 6 أبريل 2018 (الجمعة) | عدل | تاريخ | راقب | تصفح |

| \| 7 أبريل 2018 (السبت) \| عدل \| تاريخ \| راقب \| تصفح \| |     |       |      |      |
| - دهس رجل بشاحنة صغيرة المارة في ساحة مخصصة للمشاة في مدينة مونستر بألمانيا مما أسفر عن مقتل اثنين وجرح أزيد من 20 آخرين؛ ثم انتحار منفذ الهجوم في وقت لاحق من خلال إطلاق النار على نفسه. - بايرن ميونيخ يُتوج رسميا بلقب الدوري الألماني نسخة 2018 للمرة السادسة على التوالي وللمرة 28 في تاريخه. |     |       |      |      |
| 7 أبريل 2018 (السبت) | عدل | تاريخ | راقب | تصفح |

| 7 أبريل 2018 (السبت) | عدل | تاريخ | راقب | تصفح |

| \| 8 أبريل 2018 (الأحد) \| عدل \| تاريخ \| راقب \| تصفح \| |     |       |      |      |
| - الدفاع المدني السوري جنبا إلى جنب مع المرصد السوري لحقوق الإنسان يُحملان الحكومة السورية (بشار الأسد بشكل أدق) وسلاح الجو الروسي (فلاديمير بوتين بشكل أدق) المسؤولية الكاملة وراء هجوم دوما الكيميائي. - سلاح الجو الإسرائيلي يشن هجوما على مطار التيفور العسكري في محافظة حمص بسوريا ويدكه بالصواريخ مستعملا طائرات من طراز إف-15 إيغل، وقوات الدفاع الجوي السوري "تدعي" التصدي لخمس صواريخ، في حين أكد الجيش الإسرائيلي مقتل عساكر إيرانيين خلال الهجوم. - القوات العراقية تتمكن من قتل 6 أشخاص وصفتهم بالإرهابيين وذلك خلال حملة مداهمة لتنظيم الدولة الإسلامية (داعش) في محافظة الأنبار. - تفجير إرهابي يتسبب في مقتل 6 من عناصر الشرطة في مدينة الرمادي بمحافظة الأنبار. |     |       |      |      |
| 8 أبريل 2018 (الأحد) | عدل | تاريخ | راقب | تصفح |

| 8 أبريل 2018 (الأحد) | عدل | تاريخ | راقب | تصفح |

| \| 9 أبريل 2018 (الإثنين) \| عدل \| تاريخ \| راقب \| تصفح \| |     |       |      |      |
| - هيومن رايتس ووتش ترى أن هجوم دوما الكيميائي الذي قضى فيه أزيد من 70 سوري نحبهم جريمة حرب وتُحمل النظامين السوري والروسي المسؤولية الكاملة وراء كل هذا. - انفجار في مدينة إدلب السورية يتسبب في مقتل أزيد من 11 شخصا بما في ذلك نساء وأطفال. - مقترح مشروع قُدم إلى المحكمة الجنائية الدولية يهدف إلى اعتبار ترحيل الروهينغا من ميانمار باتجاه بنغلاديش جريمة ضد الإنسانية. - السلطات في الصومال تُصادر حقيبة بها مبلغ 9.6 مليون دولار على مثن طائرة تابعة لخطوط رويال جيت مملوكة لدولة الإمارات العربية المتحدة مما يتسبب في توتر وفتور في العلاقة بين الدوليتن. |     |       |      |      |
| 9 أبريل 2018 (الإثنين) | عدل | تاريخ | راقب | تصفح |

| 9 أبريل 2018 (الإثنين) | عدل | تاريخ | راقب | تصفح |

| \| 10 أبريل 2018 (الثلاثاء) \| عدل \| تاريخ \| راقب \| تصفح \| |     |       |      |      |
| - الولايات المتحدة جنبا إلى جنب مع فرنسا والمملكة المتحدة ودول أخرى يتوعدون بردع "نظام الأسد" حتى لا يُكرر القيام بهجمات كيميائية في المستقبل القريب. - نظمت جمعية حقوقية وقفة احتجاجية في باريس عاصمة فرنسا ضد ولي العهد محمد بن سلمان حيث اعتبتره مجرم حرب وذلك بسبب التدخل العسكري في اليمن. - الأمير تميم بن حمد بن خليفة آل ثاني يلتقي بالرئيس الأمريكي دونالد ترامب في البيت الأبيض ويُناقشان معاً قضايا مشتركة من بينها سبل مكافحة الإرهاب ومحاربة المتطرفين والمتشددين الإسلاميين. |     |       |      |      |
| 10 أبريل 2018 (الثلاثاء) | عدل | تاريخ | راقب | تصفح |

| 10 أبريل 2018 (الثلاثاء) | عدل | تاريخ | راقب | تصفح |

| \| 11 أبريل 2018 (الأربعاء) \| عدل \| تاريخ \| راقب \| تصفح \| |     |       |      |      |
| - الدفاع الجوي الملكي السعودي يُعلن التصدي بنجاح إلى صواريخ أُطلقت من اليمن عبر جماعة الحوثيين واستهدفت بشكل مباشر العاصمة الرياض. - مقتل 40 شخص في ظرف 36 ساعة في مدينة كانكون بالمكسيك وذلك ضمن حملة حرب المكسيك على المخدرات. - تحطم طائرة تابعة للقوات الجوية الجزائرية من طراز إليوشن إي أل-76 بالقرب من مطار بوفاريك العسكري مما أسفر عن مقتل كل ركابها والبالغ عددهم 257. - توجه الأذريين لصنادق الاقتراع للتصويت عللا رئيس جديد للبلاد وذلك في إطار الانتخابات الرئاسية. |     |       |      |      |
| 11 أبريل 2018 (الأربعاء) | عدل | تاريخ | راقب | تصفح |

| 11 أبريل 2018 (الأربعاء) | عدل | تاريخ | راقب | تصفح |

| \| 12 أبريل 2018 (الخميس) \| عدل \| تاريخ \| راقب \| تصفح \| |     |       |      |      |
| - منظمة حظر الأسلحة الكيميائية توافق على التحقيق في قضية تسميم العميل المزدوج سيرغي سكريبال. - مصر توافق على فتح معبر رفح الحدودي مع قطاع غزة لمدة ثلاث أيام وذلك من أجل مرور الحالات الإنسانية المستعصية. - الجيش العربي السوري مدعوما بالضربات الجوية لسلاح الجو الروسي يشن هجوما على مدينة دوما ويطرد منها مقاتلي الفصائل المسلحة المعارضة وذلك ضمن عملية حصار الغوطة الشرقية. - ناسا تُعلن نيتها إطلاق مسبار فضائي جديد من رأس كانافيرال وذلك بحلول 16 أبريل من العام 2018. |     |       |      |      |
| 12 أبريل 2018 (الخميس) | عدل | تاريخ | راقب | تصفح |

| 12 أبريل 2018 (الخميس) | عدل | تاريخ | راقب | تصفح |

| \| 13 أبريل 2018 (الجمعة) \| عدل \| تاريخ \| راقب \| تصفح \| |     |       |      |      |
| - مجلس الأمن التابع للأمم المتحدة يعقد جلسة طارئة لمناقشة ما حصل في هجوم دوما الكيميائي. - دخول الاحتجاجات في غزة أسبوعها الثالث في ظل رغبة من أمريكا في نقل سفارتها من تل أبيب إلى القدس. - الجيش الإسرائيلي يدعي تفكيك عبوة ناسفة زرعها متظاهرون فلسطينيون على الحدود بين قطاع غزة وإسرائيل (المستعمرات الإسرائيلية بشكل أدق). - الاتحاد الدولي للصحفيين جنبا إلى جنب مع المجلس النرويجي للاجئين ولجنة حماية الصحفيين يوجهون انتقادات لاذعة لإسرائيل عقب قيامها بقتل الصحفي ياسر مرتجى خلال تغطيته للأحداث الأخيرة في قطاع غزة. - حكومة الإكوادور تُؤكد على مقتل ثلاث صحفيين إكوادوريين من قِبل القوات المسلحة الثورية الكولومبية بتاريخ 26 مارس من العام 2018. - البرلمان البرتغالي يُمرر قانونا جديدا بـ 109 صوت يسمح لمواطني الدولة بتغيير جنسهم ابتداء من سن السادسة عشر. - تنظيم الدولة الإسلامية (داعش) يتبنى هجوما على قوات الحشد الشعبي في محافظة صلاح الدين بالعراق ويُخلف 9 قتلى. |     |       |      |      |
| 13 أبريل 2018 (الجمعة) | عدل | تاريخ | راقب | تصفح |

| 13 أبريل 2018 (الجمعة) | عدل | تاريخ | راقب | تصفح |

| \| 14 أبريل 2018 (السبت) \| عدل \| تاريخ \| راقب \| تصفح \| |     |       |      |      |
| - الولايات المتحدة، فرنسا والمملكة المتحدة يقصفون قوات تابعة للحكومة السورية في كل من دمشق وحمص في سوريا ردا على هجوم دوما الكيميائي. - روسيا تُخبر مجلس الأمن التابع للأمم المتحدة بنيتها تزويد سوريا (القوات الحكومية التي تُؤيدها) بمنظومات دفاعية من طراز أس - 300. - انفجار على مقربة من حدود غزة يتسبب في مقتل 4 فلسطينيين، وحركة حماس تُؤكد على أن القتلى من حركة الجهاد الإسلامي في فلسطين في حين التزمت الحكومة الإسرائيلية الصمت. - منظمة التحرير الفلسطينية تدعو الناشطة حنان عشراوي لحضور مؤتمر من أجل مناقشة قضايا الفلسطينيين. - حركة طالبان تُدمر برج كهرباء في مدينة بغلان مما تسبب في قطع الكهرباء عن أفغانستان وتأثرت طاجيكستان وأوزبكستان أيضا. - انفجار يتسبب في مقتل عدد من "جنود" حزب الله بالقرب من حلب في سوريا. - القوات المسلحة المصرية "تدعي" أن 14 "إرهابي" قاموا بمهاجمة نقطة تفتيش تابعة للشرطة في سيناء حيث فجر 4 منهم نفسهم مما تسبب في وفاة ثماني جنود. - الأمم المتحدة تُدين تسليح إيران للحوثيين في اليمن من أجل استهداف السعودية. |     |       |      |      |
| 14 أبريل 2018 (السبت) | عدل | تاريخ | راقب | تصفح |

| 14 أبريل 2018 (السبت) | عدل | تاريخ | راقب | تصفح |

| \| 15 أبريل 2018 (الأحد) \| عدل \| تاريخ \| راقب \| تصفح \| |     |       |      |      |
| - تبادل لإطلاق النار بين قوات أفغانية وباكستانية على الحدود في خط ديورند مما تسبب في وفاة اثنين من الجيش الباكستاني وجرح خمسة آخرين. - تنظيم الدولة الإسلامية (داعش) يتبنى هجوما على الجيش المصري في شبه جزيرة سيناء خلَّف ثماني قتلى مع جرح خمسة عشر آخرين، فيما أعلنت القوات المسلحة المصرية أن عدد الذين قُتلوا خلال الهجوم كان 14. - انفجار حافلة في كركوك بالعراق تسبب في وقوع ضحايا وجرحى من المدنيين. - الرئيس الأمريكي دونالد ترامب يُحذر حكومة بشار الأسد من أن بلاده ستقصف مجددا لو كرَّرت سوريا استخدام الأسلحة الكيماوية. - عقد القمة العربية في الظهران بالسعودية، وهي أول قمة تُعقد منذ الأزمة الدبلوماسية مع قطر. |     |       |      |      |
| 15 أبريل 2018 (الأحد) | عدل | تاريخ | راقب | تصفح |

| 15 أبريل 2018 (الأحد) | عدل | تاريخ | راقب | تصفح |

| \| 16 أبريل 2018 (الإثنين) \| عدل \| تاريخ \| راقب \| تصفح \| |     |       |      |      |
| - روسيا تنتقد تعامل الدول الغربية مع الهجوم الكيميائي في دوما بسوريا وتُقرر السماح لأعضاء من منظمة حظر الأسلحة الكيميائية بالدخول لموقع الهجوم والتحقيق فيه. - الوكالة العربية السورية للأنباء تُؤكد على أن قوات الدفاع الجوي السوري أعادت التمركز في مطار الشعيرات العسكري. |     |       |      |      |
| 16 أبريل 2018 (الإثنين) | عدل | تاريخ | راقب | تصفح |

| 16 أبريل 2018 (الإثنين) | عدل | تاريخ | راقب | تصفح |

| \| 17 أبريل 2018 (الثلاثاء) \| عدل \| تاريخ \| راقب \| تصفح \| |     |       |      |      |
| - الرئيس الأمريكي دونالد ترامب يُؤكد على رغبته في سحب قوات بلاده من سوريا وتعويضها بقوات عربية مشتركة في ظل قلق سعودي من هذه الخطوة ورفض مصري لها. - مصر تدعو قيادات من حركتي فتح وحماس للقاهرة لمناقشة القضايا الراهنة وعلى رأسها الاحتجاجات على الحدود من غزة. - العراق يُصدر حكما في حق 7 نساء أجنبيات بسبب علاقتهن بتنظيم الدولة الإسلامية (داعش)، حيث تم الحكم على 4 منهن (ثلاثة من أذربيجان وواحدة من قيرغيزستان) بالإعدام فيما تم الحكم على الثلاثة الأخريات (اثنتان من روسيا والأخرى فرنسية) بالسجن المؤبد. |     |       |      |      |
| 17 أبريل 2018 (الثلاثاء) | عدل | تاريخ | راقب | تصفح |

| 17 أبريل 2018 (الثلاثاء) | عدل | تاريخ | راقب | تصفح |

| \| 18 أبريل 2018 (الأربعاء) \| عدل \| تاريخ \| راقب \| تصفح \| |     |       |      |      |
| - تجربة سلاح جديد إسرائيلي من خلال الهجوم على مطار التياس العسكري في سوريا وتدمير نظام صاروخي من طراز تور إيراني الصنع والمنشأ. - انفجار حافلة نقل في بنغازي بليبيا يتسبب في مقتل شخص واحد وجُرح اثنين آخرين. - محكمة مصرية تحكم على ثلاث أعضاء من جماعة الإخوان المسلمين بالسجن المؤبد فيما تُصدر الحكم بعشر سنوات في حق 36 آخرين. - السعودية تُعلن عن فتح باب السينما في وجه مواطنيها بعد منع دام لأزيد من 35 سنة وتفتتح ذلك بفيلم النمر الأسود لسلسلة عالم مارفل السينمائي. - البنك المركزي الإيراني يُقرر الانتقال من الاعتماد على الدولار إلى اليورو. |     |       |      |      |
| 18 أبريل 2018 (الأربعاء) | عدل | تاريخ | راقب | تصفح |

| 18 أبريل 2018 (الأربعاء) | عدل | تاريخ | راقب | تصفح |

| \| 19 أبريل 2018 (الخميس) \| عدل \| تاريخ \| راقب \| تصفح \| |     |       |      |      |
| - القوات العراقية الجوية تُنفذ ضربات جوية باستعمال طائرات من طراز جنرال ديناميكس إف-16 فايتينغ فالكون على تنظيم الدولة الإسلامية (داعش) في سوريا وبالتحديد في مدينة هجين بالتنسيق مع سلاح الجو السوري. - توقيف محمد حيدر زمار أحد المتهمين في أحداث 11 سبتمبر 2001 في سوريا. - إسرائيل تحتفل بالذكرى السبعين ليوم الاستقلال. |     |       |      |      |
| 19 أبريل 2018 (الخميس) | عدل | تاريخ | راقب | تصفح |

| 19 أبريل 2018 (الخميس) | عدل | تاريخ | راقب | تصفح |

| \| 20 أبريل 2018 (الجمعة) \| عدل \| تاريخ \| راقب \| تصفح \| |     |       |      |      |
| - القوة الجوية العراقية تُنفذ مزيدا من الضربات على عناصر من تنظيم الدولة الإسلامية (داعش) في سوريا. - تنظيم الدولة الإسلامية (داعش) يوافق على تسليم مخيم اليرموك في جنوب محافظة دمشق للجيش العربي السوري مقابل سماح هذا الأخير لبعض مقاتلي التنظيم بالفرار نحو مناطق أخرى. - رفض الممثلة الأمريكية-الإسرائيلية ناتالي بورتمان (وُلدت في القدس) تسلم جائزة العبقرية من إسرائيل (تبلغ قيمتها 1 مليون دولار) وذلك بسبب ما سمته "سوء تعامل إسرائيل مع الأحداث الأخيرة في فلسطين". - انتحار المغني السويدي الشهير أفيتشي في سلطنة عمان عن عُمر ناهز الـ 28 سنة. - طاجيكستان تُعلن مشاركتها في إكسبو 2020 الذي ستسضيفه مدينة دبي في الإمارات. |     |       |      |      |
| 20 أبريل 2018 (الجمعة) | عدل | تاريخ | راقب | تصفح |

| 20 أبريل 2018 (الجمعة) | عدل | تاريخ | راقب | تصفح |

| \| 21 أبريل 2018 (السبت) \| عدل \| تاريخ \| راقب \| تصفح \| |     |       |      |      |
| - منظمة حظر الأسلحة الكيميائية تُعلن عن أخد عيِّنات من موقع الهجوم الكيميائي في مدينة دوما السورية. - مقتل أحد العاملين لدى اللجنة الدولية للصليب الأحمر في محافظه تعز باليمن والأمم المتحدة تُدين الهجوم. - انفجار ضخم في كابول عاصمة أفغانستان يتسبب في مقتل أزيد من 30 شخصا وجرح 50 آخرين، وتنظيم الدولة الإسلامية (داعش) يتبنى الهجوم. - وفاة نابي تاجيما أكبر مُعمِّر على الأرض في جنوب اليابان عن عمر ناهز الـ 117 سنة. - حماس تنعى العالِم والمحاضِر الفلسطيني فادي البطش وتنشر معلومات أكدت فيها أن البطش اغتيل عندما كان ذاهبا لأداء صلاة الفجر في أحد المساجد بالعاصمة كوالالمبور في ماليزيا؛ لكنها لم تُعلن مسؤولية المنفذ وشكوك كبيرة في أن الموساد وراء العملية خاصة بعد تصريح السياسي وعضو الكنيست الإسرائيلي نفتالي بنت الذي اعتبر البطش إرهابي وكان يجب قتله كما لا يجب التعاطف مع من مثله من مُؤيدي حركة حماس والعاملين تحت أذرعها. |     |       |      |      |
| 21 أبريل 2018 (السبت) | عدل | تاريخ | راقب | تصفح |

| 21 أبريل 2018 (السبت) | عدل | تاريخ | راقب | تصفح |

| \| 22 أبريل 2018 (الأحد) \| عدل \| تاريخ \| راقب \| تصفح \| |     |       |      |      |
| - القوات المسلحة الليبية تُُؤكد على مصادرة 11 من العتاد عسكري (بما في ذلك دبابات ومدافع) كانت تُستعمل من طرف تنظيم القاعدة في تنفيذ هجماته. - القوة الجوية العراقية تُؤكد على مقتل 36 من مسلحي تنظيم الدولة الإسلامية (داعش) خلال الضربات الجوية التي نفذتها في سوريا. - فيصل مقداد نائب وزير الخارجية السوري يتهم المملكة المتحدة بتزوير وتحريف الهجوم الكيميائي في دوما. - محكمة في القاهرة تُضيف 2833 من جماعة الإخوان المسلمون للوائح الإرهاب. - الولايات المتحدة تُحدر تركيا من تداعيات استمرار احتجازها لمواطنين أمريكيين. - نيكول باشينيان زعيم المعارضة في أرمينيا يلتقي برئيس الوزراء سيرج سركسيان دون الوصول لنتيجة، فيزف خبر استمرار الاحتجاجات للشعب إلى حين الوصول لحل نهائي. - اللاعب المصري محمد صلاح يُصبح الهداف التاريخي في موسم وحد للدوري الإنجليزي وذلك بعد تسجيله للهدف الحادي والثلاثين، ثم يتم ترشيحه للمنافسة على نيل جائزة أفضل لاعب كرة قدم في إنجلترا للسنة، في حين تم ترشيح لاعب مانشستر سيتي لوروا ساني للمنافسة على نيل جائزة أفضل لاعب واحد في إنجلترا للسنة. |     |       |      |      |
| 22 أبريل 2018 (الأحد) | عدل | تاريخ | راقب | تصفح |

| 22 أبريل 2018 (الأحد) | عدل | تاريخ | راقب | تصفح |

| \| 23 أبريل 2018 (الإثنين) \| عدل \| تاريخ \| راقب \| تصفح \| |     |       |      |      |
| - قوات التحالف بقيادة المملكة العربية السعودية تُعلن عن تمكنها من قتل السياسي والقيادي اليمني صالح علي الصماد (قُتل يوم 19 أبريل لكن موعد الإعلان تأخر لسبب من الأسباب) الذي يُعد من أبرز الشخصيات في جماعة الحوثيين. - غارة جوية نفذتها قوات التحالف العربي على مديرية بني قيس الطور في محافظة تعز تتسبب في مقتل ما بين 22 حتى 33 من المدنيين. - هجوم في مدينة تورنتو الكندية يتسبب في مقتل 10 مواطنين وإصابة 15 آخرين. - الأمم المتحدة تمنح جائزة اليونسكو/غييرمو كانو العالمية لحرية الصحافة للمصور والصحافي المصري محمود أبو زيد (يُعرف أكثر باسم شوكان) القابع في السجون المصرية. |     |       |      |      |
| 23 أبريل 2018 (الإثنين) | عدل | تاريخ | راقب | تصفح |

| 23 أبريل 2018 (الإثنين) | عدل | تاريخ | راقب | تصفح |

| \| 24 أبريل 2018 (الثلاثاء) \| عدل \| تاريخ \| راقب \| تصفح \|                                       |     |       |      |      |
| - دونالد ترامب يلتقي الرئيس الفرنسي إيمانويل ماكرون في البيت الأبيض لمناشقة الاتفاق النووي مع إيران. |     |       |      |      |
| 24 أبريل 2018 (الثلاثاء)                                                                             | عدل | تاريخ | راقب | تصفح |

| 24 أبريل 2018 (الثلاثاء) | عدل | تاريخ | راقب | تصفح |

| \| 25 أبريل 2018 (الأربعاء) \| عدل \| تاريخ \| راقب \| تصفح \| |     |       |      |      |
| - الجيش الإسرائيلي يقتل الصحفي أحمد أبو حسين البالغ من العمر 24 سنة بالرغم من ارتداءه لسترة الصحافة وذلك خلال تغطيته الإخبارية لما يحصل في غزة، ليُصبح بذلك ثاني صحفي يتم قتله من طرف القوات الإسرائيلية في ظرف أسبوعين فقط. - رضا بهلوي الثاني يُناشد السلطات لتسمح له بالوصول لجثة والده محمد رضا بهلوي. - السيناتور الأمريكي تيد كروز يُؤكد على دعمه دونالد ترامب في الانتخابات القادمة عام 2020. |     |       |      |      |
| 25 أبريل 2018 (الأربعاء) | عدل | تاريخ | راقب | تصفح |

| 25 أبريل 2018 (الأربعاء) | عدل | تاريخ | راقب | تصفح |

| \| 26 أبريل 2018 (الخميس) \| عدل \| تاريخ \| راقب \| تصفح \| |     |       |      |      |
| - وزير الدفاع الإسرائيلي أفيغادور ليبرمان يُحذر إيران من استفزاز إسرائيل ويتوَّعد بقصف طهران في حالة ما استهدف النظام الإيراني أو وكلائه تل أبيب. - سيول ضخمة تضرب إسرائيل وتتسبب في مقتل 9 أطفال مع تشريد عشرات آخرين. |     |       |      |      |
| 26 أبريل 2018 (الخميس) | عدل | تاريخ | راقب | تصفح |

| 26 أبريل 2018 (الخميس) | عدل | تاريخ | راقب | تصفح |

| \| 27 أبريل 2018 (الجمعة) \| عدل \| تاريخ \| راقب \| تصفح \| |     |       |      |      |
| - المفوض السامي للأمم المتحدة لحقوق الإنسان زيد رعد زيد الحسين يطلب من إسرائيل وقف العنف الممنهج ضد الشعب الفلسطيني؛ لكن الجيش الإسرائيلي يُصِرُّ على استهداف من يصفهم "بالإرهابيين" بالرصاص الحي على الحدود مع قطاع غزة. - الجيش الإسرائيلي يُواصل عملياته "العسكرية" ضد المتظاهرين العزل في الحدود مع قطاع غزة ويتسبب في مقتل 3 مواطنين وإصابة أزيد من 300 آخرين بجراح تفاوتت بين المتوسطة والخطيرة. - المتظاهرون في غزة يُقدمون الشكر للممثلة الأمريكية-الإسرائيلية ناتالي بورتمان وذلك بعد رفضها لجائزة إسرائيلية الأسبوع الماضي بسبب العنف المُمارس من القوات الإسرائيلية. - بدأ محاكمة "نيكولاس كروز" منفذ عملية إطلاق النار الكثيف في باركلاند في الرابع عشر من فبراير عام 2018 والذي أودى بحياة 17 تلميذا. |     |       |      |      |
| 27 أبريل 2018 (الجمعة) | عدل | تاريخ | راقب | تصفح |

| 27 أبريل 2018 (الجمعة) | عدل | تاريخ | راقب | تصفح |

| \| 28 أبريل 2018 (السبت) \| عدل \| تاريخ \| راقب \| تصفح \| |     |       |      |      |
| - مصر تُقرر فتح معبر رفح البري لمدة ثلاثة أيام وذلك لمرور الطلاب والحالات الإنسانية المستعجلة فقط. - انفجار حافلة في ولاية هلمند بأفغانستان يودي بحياة 6 أشخاص بما في ذلك جنديان. - تفجير عبوة ناسفة في مقهى بجالكعيو بالصومال يتسبب في مقتل 3 جنود وعسكريان آخران مقابل إصابة 8 مدنيين وحركة الشباب المجاهدين تتبنى العملية. |     |       |      |      |
| 28 أبريل 2018 (السبت) | عدل | تاريخ | راقب | تصفح |

| 28 أبريل 2018 (السبت) | عدل | تاريخ | راقب | تصفح |

| \| 29 أبريل 2018 (الأحد) \| عدل \| تاريخ \| راقب \| تصفح \| |     |       |      |      |
| - منظمة العفو الدولية تنتقد مجددا الجيش الإسرائيلي وترى أن ما يقوم به ضد المتظاهرين العزل في غزة أمر "غير إنساني". - زعماء كل من المملكة المتحدة، ألمانيا وفرنسا يتفقون على ضرورة المحافظة على الاتفاق النووي مع إيران ويُؤكدون على الالتزام به. - وزير الخارجية الأمريكي مايك بومبيو يُؤكد على أن الولايات المتحدة ستنسحب من الاتفاق النووي المبرم مع إيران في حالة ما لم "يُناسبها" أو في حالة ما لم "تراه مناسباً لها". - عضو من مجمع تشخيص مصلحة النظام يدعو الاتحاد الأوروبي (بما في ذلك روسيا) بالإضافة إلى الصين إلى الحفاظ على الاتفاق النووي حتى لو انسحبت الولايات المتحدة منه. - المحكمة الجنائية في بغداد بالعراق تُقرر الحكم على 9 نساء من روسيا؛ 6 من أذربيجان و4 من طاجيكستان بالسجن مدى الحياة بسبب انضمامهن لتنظيم الدولة الإسلامية (داعش). |     |       |      |      |
| 29 أبريل 2018 (الأحد) | عدل | تاريخ | راقب | تصفح |

| 29 أبريل 2018 (الأحد) | عدل | تاريخ | راقب | تصفح |

| \| 30 أبريل 2018 (الإثنين) \| عدل \| تاريخ \| راقب \| تصفح \| |     |       |      |      |
| - انفجار ضخم في العاصمة الأفغانية كابول يودي بحياة 25 شخصاً، وفرع تنظيم داعش - ولاية خراسان يتبنى العملية. - هجوم انتحاري استهدف وزارة الخارجية في قندهار يتسبب في مقتل 11 طفلا وإصابة 60 آخروين بما في ذلك 5 من الجنود الرومانيين. - انفجارين متتالين في كابول يتسببان في مقتل أربعة وجرح خمسة آخرين. - الولايات المتحدة تُعلن نهاية عملية العزم الصلب في العراق وذلك بعض القضاء تقريبا على كل مقاتلي تنظيم الدولة الإسلامية (داعش) باستثناء الخلايا النائمة. |     |       |      |      |
| 30 أبريل 2018 (الإثنين) | عدل | تاريخ | راقب | تصفح |

| 30 أبريل 2018 (الإثنين) | عدل | تاريخ | راقب | تصفح |